# Ungoliant
Ungoliant kitalált karakter, J.R.R. Tolkien A szilmarilok című művében pók formájában megjelenő gonosz szellem. Neve sinda eredetű, jelentése: sötét pók.

## Története
Eredete ismeretlen. Néhány régi Tünde elbeszélésben szerepel csak, hogy az elsők között szállt le Ardára a sötétségből. A gonosz Vala, Melkor őt nyerte meg magának elsőként. 
Később megtagadta urát, mert saját mohóságát akarta kielégíteni, magának akart mindent, így délre menekült a Valák és Orome vadászai elől. Avathar egy szurdokjában húzódott meg nagy fekete pók alakjában. Minden fényt magába szívott s helyére fekete hálót bocsátott ki, míg végül semmi fény nem juthatott be hozzá, így éhezett. Éhezte a ragyogást és a fényt, ami a Boldog Birodalomból áradt.
Hyarmentir hegyének lankáiról Melkor oldalán megtámadta Valinort és részt vett a két fa Telperion és Laurelin elpusztításában. Ezután a rengeteg fény felfalásától hatalmasra nőtt Ungoliant megpróbálta megfojtani Melkort, de annak szolgái, a Balrogok megmentették őt. Ekkor Beleriandba menekült és Ered Gorgoroth sötét völgyében rejtőzött el. A völgyet később Nan Dungorthebnek, a Szörnyű Halál Völgyének nevezik az Ungoliant által ott teremtett iszonyat miatt, mert más pók formájú szörnyek is éltek ott már Angband alapítása óta. Ungoliant párosodott velük, majd fölfalta őket, s miután ő maga eltávozott onnan, utódai még mindig ott éltek.
Éhsége végül odáig fokozódott, hogy fölfalta önmagát.